# Massacre de la prison de Welikada
Le massacre de la prison de Welikada a eu lieu pendant le juillet noir de 1983 contre la minorité tamoule sri-lankaise à Colombo, au Sri Lanka. Cinquante-trois prisonniers ont été tués dans une prison de haute sécurité. Personne n'a été reconnu coupable de crimes liés à ces incidents.

## Incident
L'incident s'est produit au cours de deux séries d'actions différentes: la première le 25 juillet 1983, lorsque 35 prisonniers tamouls ont été attaqués et tués par des détenus cingalais. Le deuxième massacre a eu lieu deux jours plus tard lorsque des détenus cinghalais ont tué 18 autres détenus tamouls et 3 adjoints de prison.